# Bitung
Bitung är en stad på nordöstra Sulawesi i Indonesien. Den ligger i provinsen Sulawesi Utara och har cirka 220 000 invånare. Ön Lembeh ligger inom stadsgränsen och lockar sportdykare på grund av en stor artrikedom och förekomst av fiskarter som är ovanliga.